# Anthostella
Anthostella is een geslacht van zeeanemonen uit de familie van de Actiniidae.

## Soorten
- Anthostella badia (Carlgren, 1900)
- Anthostella stephensoni Carlgren, 1938